# Teoría general del Estado
La teoría general del Estado es una ciencia que se crea en Alemania durante la segunda mitad del siglo XIX con el nombre de Allgemeine Staatslehre, teniendo sus antecedentes en el iusnaturalismo del siglo XVIII. Mediante la teoría general del Estado se pretende aportar una visión panorámica y a su vez sintética sobre las características principales del Estado, y que a su vez fuera aplicable a todos los Estados que han existido a lo largo de la historia de la humanidad. 
La palabra general pone de manifiesto esta situación, ya que fue una característica de las ciencias sociales del siglo XIX explicarlo todo a través de un carácter universal. 
Posteriormente, y a partir de los estudios de Hermann Heller en los años de 1930, se optó por retirar del nombre la palabra general, ya que se consideró que era imposible crear una ciencia que pudiera explicar al Estado desde un punto de vista de universalidad y generalidad y que además fuera objetiva, por lo que terminó reduciéndose el nombre simplemente a teoría del Estado.

## Desarrollo histórico
El formalismo jurídico fue el primero que elaboró una teoría general del Estado, a partir de la teoría del conocimiento de Kant y haciendo a un lado toda realidad social y política. Como oposición al formalismo jurídico, surgieron el historicismo y el sociologismo y más tarde Jellinek elaboraría una teoría llamada de las dos facetas, mediante la cual analiza al Estado a partir de un punto de vista sociológico y jurídico, aunque considerando a cada aspecto de forma individual.[cita requerida]
Durante la Primera Guerra Mundial y la Segunda Guerra Mundial se evidenciaron los problemas de la teoría general del Estado, al no haber podido prevenir y posteriormente solucionar los problemas que se originaron, fue por ello que después de la Segunda Guerra Mundial se eliminó en Alemania esta ciencia, poniéndose en su lugar la politología. No obstante a su eliminación en los programas académicos de las universidades de Alemania, esta ciencia aún es estudiada en muchas universidades alrededor del mundo.[cita requerida]
Otros autores que contribuyeron en la elaboración de esta ciencia fueron Hans Kelsen (quien publicó De la esencia y valor de la democracia (1920), Teoría general del Estado (1925) y Teoría pura del Derecho (1935) ) y Hermann Heller.[cita requerida]

## Sociologismo e historicismo
El sociologismo es una reacción violenta que surge en contra del formalismo jurídico que considera que los individuos debían de apegarse a la norma. Al formalismo jurídico le interesa solamente la construcción de formas que parten de la realidad para elaborar un concepto. En cambio, el sociologismo pone todo su énfasis en la sociedad, y considera que el Estado no es más que un conjunto de relaciones sociales, donde predominan los más fuertes sobre los más débiles o los gobernantes sobre los gobernados.
Por su parte, el historicismo también surge como contraposición al formalismo jurídico. El historicismo se basa en la idea de que nada se debe a sí mismo, ya que todo es un producto de la historia universal, es decir, para conocer algo hay que conocer su historia, porque eso se debe al transcurso de su historia. 
Jellinek con su teoría de las dos facetas intentó superar el sociologismo y el historicismo. En sus obras sobre Filosofía del Derecho y ciencia jurídica sostiene que la soberanía recae en el Estado y no en la nación, concepción derivada de la revolución francesa, tal como expone en Teoría General del Estado (Allgemeine Staatslehre), escrita en 1900.

## Principales teorías en torno a la teoría del Estado
Por su parte, Hermann Heller, considera que el Estado es la organización que surge en el mundo occidental a partir del Renacimiento. Para elaborar esta teoría, considera principalmente los elementos de discontinuidad del Estado como son: el ejército propio, la centralización del territorio, la sumisión del Estado al derecho, la división de poderes, el sufragio, la constitución, etc. Para estos autores, solo existen el Estado moderno y el contemporáneo, y antes del renacimiento no existían Estados en un sentido propiamente dicho, sino que se trataba solamente de organizaciones políticas.
Jellinek, en los tipos empíricos de Estado que expone en su obra teoría general del Estado, considera que el Estado ha existido desde siempre y ha evolucionado desde su forma más primitiva (Estado antiguo) hasta la actualidad (Estado contemporáneo). Para elaborar esta teoría se basa en los elementos de continuidad del Estado, como lo son la existencia de un grupo humano, que dicho grupo se encuentre subordinado a un poder de mando y que dicho poder se ejerza a través de una serie de normas.